# Aban (fiume)
L'Aban (in russo Абан?) è un fiume della Siberia Orientale, affluente di destra della Usolka. Scorre nei rajon Abanskij e Dzeržinskij del Territorio di Krasnojarsk, in Russia.
La sorgente del fiume si trova alcuni chilometri a sud-est della città di Aban che poi attraversa; il corso del fiume si dirige verso nord-ovest e attraversa una zona paludosa. La sua lunghezza è di 151 km, l'area del suo bacino è di 1 970 km². Sfocia nella Usolka a 830 km dalla foce.